# Padre e hija
Padre e hija es un cortometraje de animación holandés, realizado por Michaël Dudok de Wit. Ganó el Óscar al mejor cortometraje de animación en el año 2001.

## Sinopsis
Un padre le dice adiós a su hija y se marcha. Al igual que los amplios paisajes holandeses viven a través de sus estaciones la niña vive a través de ellas. Se convierte en una joven, tiene una familia y con el tiempo ella se vuelve anciana, sin embargo, dentro de ella hay siempre un profundo anhelo de su padre. Al final de la película, en lo que parece ser parte de un sueño, o tal vez el más allá, se reencontrarán.

## Premios
La película ha recibido más de 20 premios y una nominación y es considerada la más exitosa en la serie de obras de Dudok de Wit. También fue incluida en el Animation Show of Shows
.
- Premio BAFTA al mejor cortometraje de Animación (25 de febrero de 2001)[2]
- Óscar al mejor cortometraje de animación (25 de marzo de 2001)[3]